# Райдужне (Полтавський район)
Райдужне (до 2016 — Оборона Рад) — село в Україні, у Драбинівській сільській громаді Полтавського району Полтавської області. Населення становить 145 осіб.

## Географія
Село Райдужне знаходиться на берегах річки Маячка, вище за течією на відстані 2,5 км розташоване село Суха Маячка, нижче за течією на відстані 2 км розташоване село Рекунівка. Річка в цьому місці пересихає, на ній зроблена велика загата.

## Історія
12 червня 2020 року, відповідно до розпорядження Кабінету Міністрів України № 721-р «Про визначення адміністративних центрів та затвердження територій територіальних громад Полтавської області», село увійшло до складу Драбинівської сільської громади[1].
19 липня 2020 року, в результаті адміністративно - територіальної реформи та ліквідації  Новосанжарського району, село увійшло до складу новоутвореного Полтавського району[2].

## Населення

### Мова
Розподіл населення за рідною мовою за даними перепису 2001 року:
| Мова       | Кількість | Відсоток |
| ---------- | --------- | -------- |
| українська | 144       | 99.31%   |
| вірменська | 1         | 0.69%    |
| Усього     | 145       | 100%     |

## Назва
Село було внесено до переліку населених пунктів, які потрібно перейменувати згідно із законом «Про засудження комуністичного та націонал-соціалістичного (нацистського) тоталітарних режимів в Україні та заборону пропаганди їхньої символіки».